# Darabani
Darabani város Romániában, Moldvában, Botoșani megyében.

## Fekvése
Románia legészakibb városa. A Prut folyó jobb partján helyezkedik el, keresztülfolyik rajta a Podriga patak. A megyeszékhelytől, Botosántól 59 km-re északra, Dorohojtól 35 km-re északkeletre található.

## Történelem
Régi neve Căbiceni.

## Népesség
A város népességének alakulása:
- 1930 – 10 748 lakos
- 1948 – 11 379 lakos
- 1977 – 10 880 lakos
- 1992 – 11 804 lakos
- 2002 – 11 820 lakos

A lakosság etnikai megoszlása a 2002-es népszámlálási adatok alapján:

- Románok: 11 812 (99,93%)
- Magyarok:  5 (0,04%)
- Németek:  2 (0,01%)
- Ukránok:  1 (0,0%)

A népesség 93,34%-a ortodox vallású (11 033 lakos), 4,34%-a adventista (514 lakos) és 2,11%-a pünkösdista (250 lakos).

## Látnivalók
- Szent Miklós ortodox templom (románul „Sfântul Nicolae”)
- A városi könyvtár épülete, a város központjában
- A Teioasa erdő tölgyese, melyet III. István moldvai fejedelem telepíttetett a tatárok felett aratott győzelmét követően

## Gazdaság
Jelentős a település mezőgazdasága.
A városban egy olasz tulajdonban lévő cipőgyár működik.

## Hírességek
- Remus Bălănescu (1883–1938) ügyvéd, szenátor, parlamenti képviselő
- Leon Dănăilă (1933) orvos, a Román Akadémia tagja
- Victor Teișanu (1950) költő, újságíró
- Octav Teișanu történész
- Gheorghe Moroșanu, a jászvásári Alexandru I. Cuza Egyetem professzora